# Aspach (Haut-Rhin)
Aspach is een gemeente in het Franse departement Haut-Rhin (regio Grand Est). De plaats maakt deel uit van het arrondissement Altkirch. Aspach telde op 1 januari 2022 1.141 inwoners.

## Geografie
De oppervlakte van Aspach bedroeg op 1 januari 2022 4,2 vierkante kilometer; de bevolkingsdichtheid was toen 271,7 inwoners per km².

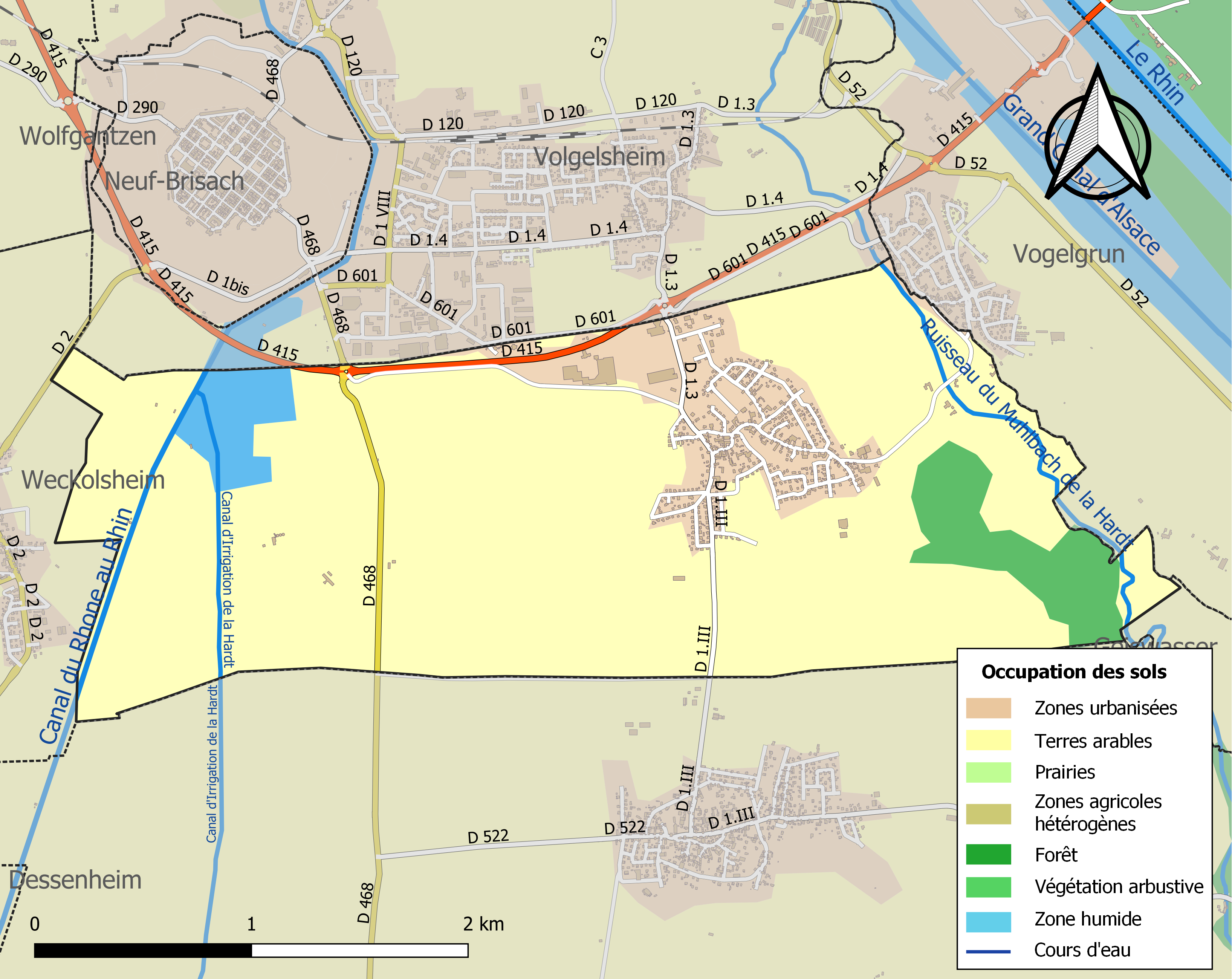
Kaart van de gemeente met de belangrijkste infrastructuur, bodemgebruik en omliggende gemeenten

## Demografie
Onderstaande figuur toont het verloop van het inwonertal (bron: INSEE-tellingen).